# Wonderful Days
Días maravillosos (en inglés:  Wonderful Days, original en coreano: 원더풀 데이즈 ), igualmente conocida como Sky Blue (Azul Cielo) es un filme animado de ciencia ficción de Corea del Sur. Fue estrenada en 2003, escrita y dirigida por Kim Moon-saeng. 
Presenta ambientes e imágenes foto realistas generadas por computadora, comparables a las del filme Final Fantasy: The Spirits Within, aunado al uso de modelos altamente detallados de paisajes, en los cuales se animaron los personajes. Sin embargo, la convincente animación de los humanos (especialmente el movimiento humano), a través de CGI, no fue lograda.
El filme ha sido estrenado en numerosos países occidentales como Estados Unidos y el Reino Unido bajo el título de Sky Blue. Estas versiones han sido ligeramente editadas, con el recorte de dos minutos en comparación con la versión original. Países como Francia y Finlandia han mantenido el título original (que es una transliteración Hangul de la frase inglesa “Wonderful Days”).